# Jung Myung Hoon
Jung Myung Hoon, 33 anos, é um jogador profissional de StarCraft da Coreia do Sul que usa o nick By.Fantasy ou simplesmente Fantasy. Ele é um entre três Terrans sob os cuidados de Choi "iloveoov" Yeon-Sung. Jung é conhecido como um jogador Terran inovador, tendo duas medalhas de prata em OnGameNet Starleagues, ainda não tendo conseguido um Ouro. Entretanto, o sucesso mais notável de Jung até hoje foi ter uma performance dominante de 3 a 0 na maior competição profissional de StarCraft na Coreia, a liga Shinhan Bank de 2008 e 2009, na qual ele derrotou seu rival Zerg Lee Jae-Dong duas vezes para levar seu time, SKT T1, à vitória. Desde então sua performance na liga profissional e ligas individuais o deixou conhecido como um dos melhores Terrans no jogo.

## Realizações
- 2° lugar na Incruit OnGameNet Starleague
- 2° lugar na Batoo OnGameNet Starleague